# 仁川サッカー競技場
仁川サッカー競技場（インチョンサッカーきょうぎじょう、인천축구전용경기장）は、韓国の仁川広域市にあるサッカー専用スタジアムである。Kリーグ・仁川ユナイテッドFCのホームスタジアム。

## 概要
2008年まで存在した仁川公設運動場野球場の跡地に建設され、2012年に完成。当初は「崇義アレーナパーク（スンイアレーナパーク）」と命名する予定であったが、開業直前に現在の名前に決定している。スタンドとピッチとの間隔は最短地点で約1mであり、韓国のサッカー競技場として最も短い部類に入る。ベンチはスタンドの一部に組み入れられている。
屋根は、メイン・南サイド・バックスタンドには設置されているが、北サイドスタンドには設置されていない。また、メイン・南サイド・バックスタンドは二層式だが北サイドのみ一層である。この北サイド上層部分が駅からのアプローチルートになっており、独特の雰囲気を醸し出している。
南スタンド下層部には地形を生かした構造でスーパーマーケットのHomePlusが入店、メインスタンド下には仁川ユナイテッド球団事務所とクラブショップが併設されている。
メインスタンドから道路一本挟んだ所には韓国プロバスケットボールリーグの仁川新韓銀行ホームアリーナである、仁川桃源体育館がある。
2013年9月6日、初のサッカー韓国代表の親善試合・ハイチ戦が開催された。2014年のアジア競技大会仁川大会ではサッカー競技の会場、 2017年5-6月、FIFA U-20ワールドカップの会場の一つとして利用されるなど、国際大会の会場にもなっている。
ワールドカップで韓国戦がある日はパブリックビューイングの会場となる。

## 出来事
開業直後の2012年3月24日、仁川対大田戦終了後に仁川のマスコット「ユチ」が挑発的ポーズを取ったとして大田サポーター2名がピッチに乱入しユチを襲った。その後両軍のサポーターが乱闘を起こすなど騒ぎはエスカレートし、警察の介入などでようやく沈静化した。警備の不備を指摘された仁川は韓国プロサッカー連盟から「ホームゲーム1試合の禁止」「罰金500万ウォン」の罰則を受けた。スタンドとピッチ間の短さが騒ぎの一因となったと指摘する声もある。

## アクセス
- 京仁線桃源駅より連絡通路でスタンドに直結。
- 水仁線崇義駅より徒歩10分。

## ギャラリー

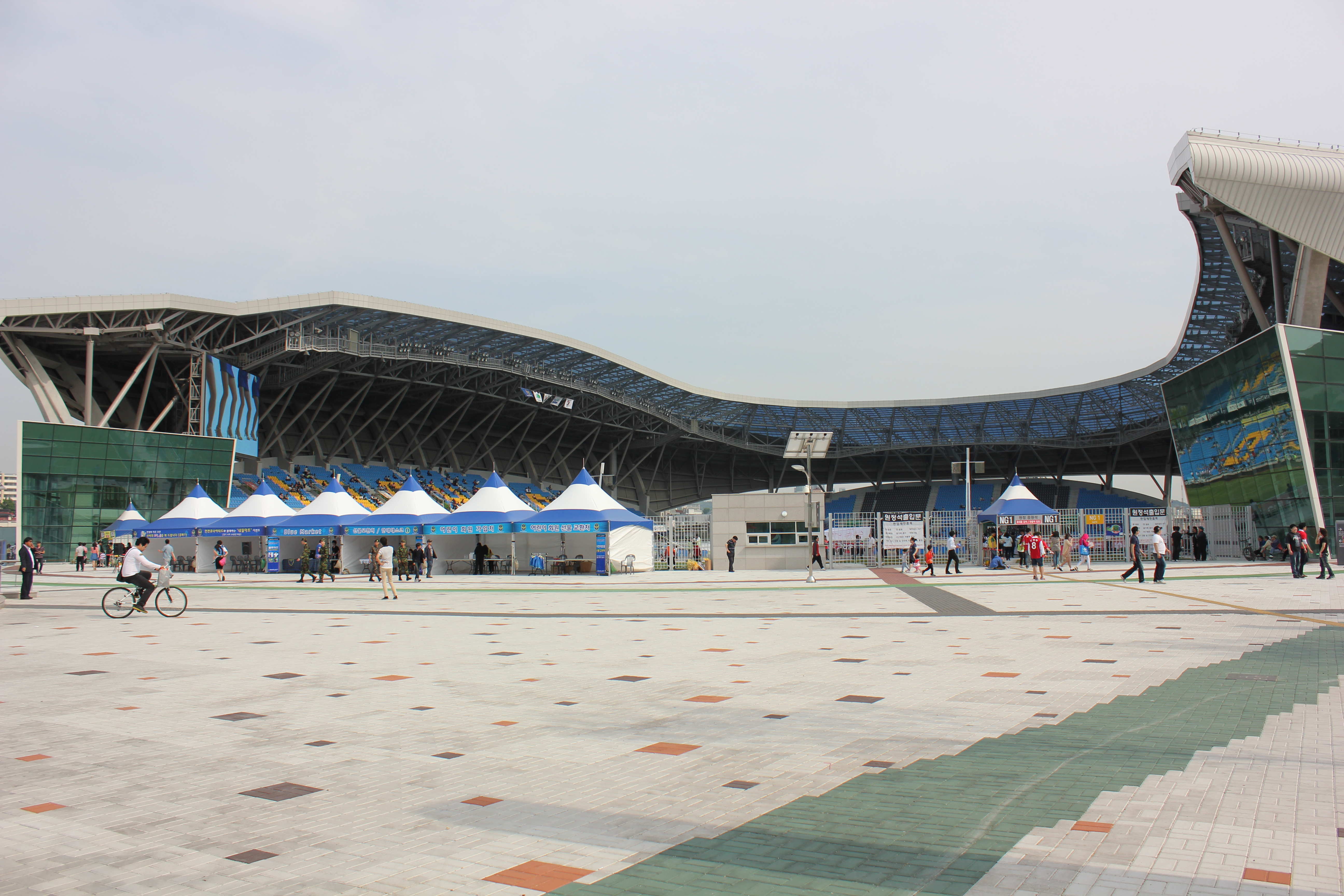
スタジアム外周部
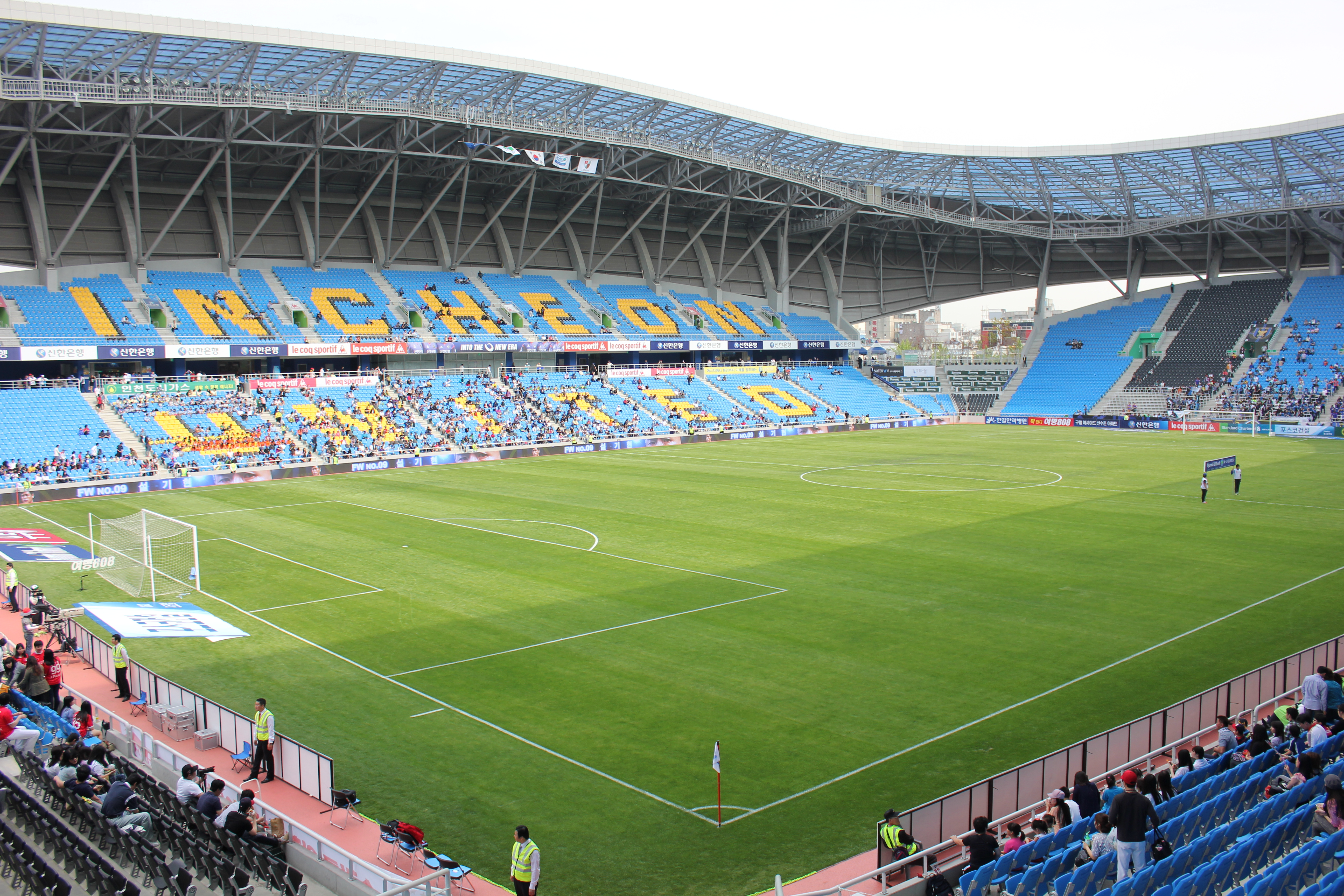
スタジアム内部
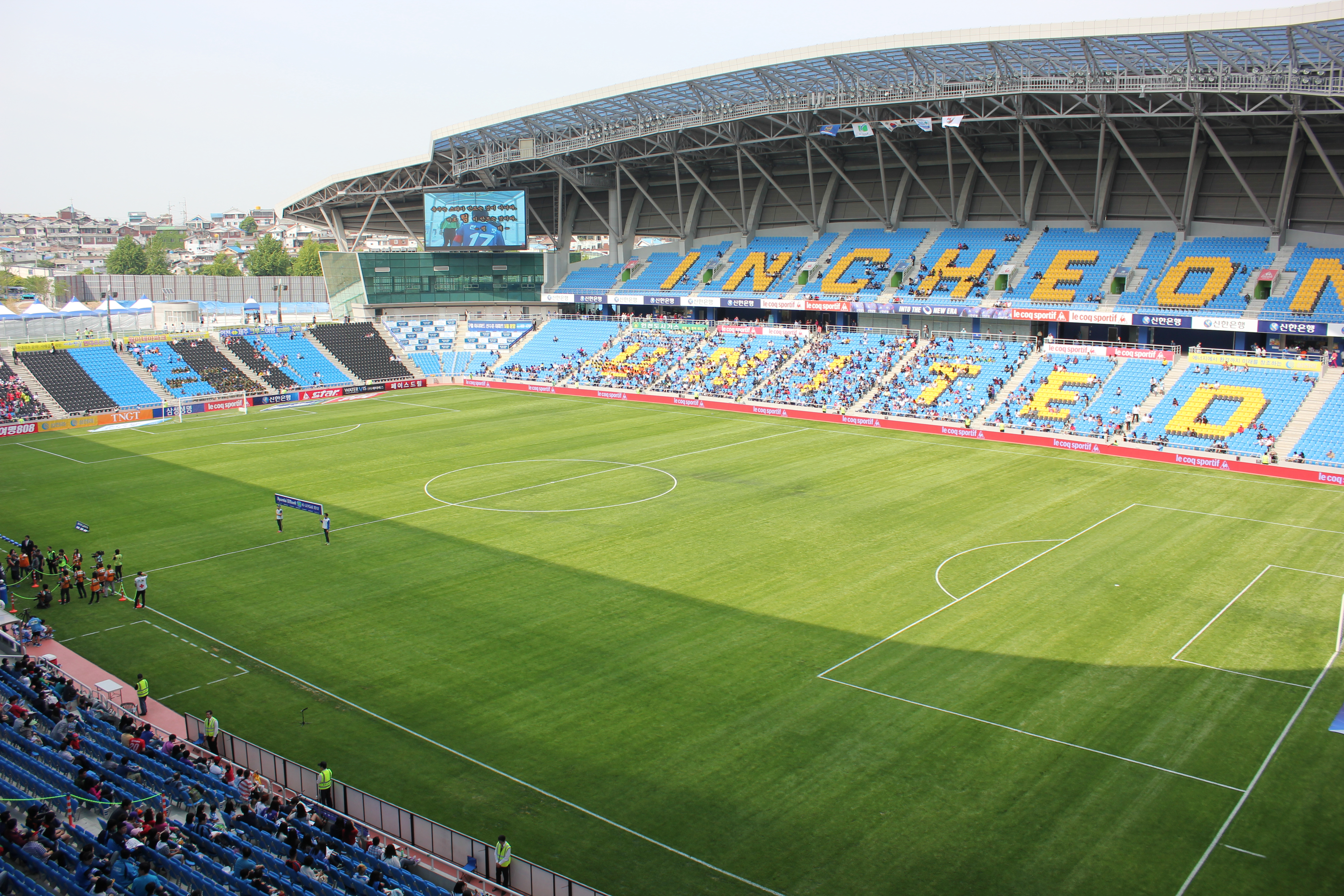
スタジアム内部
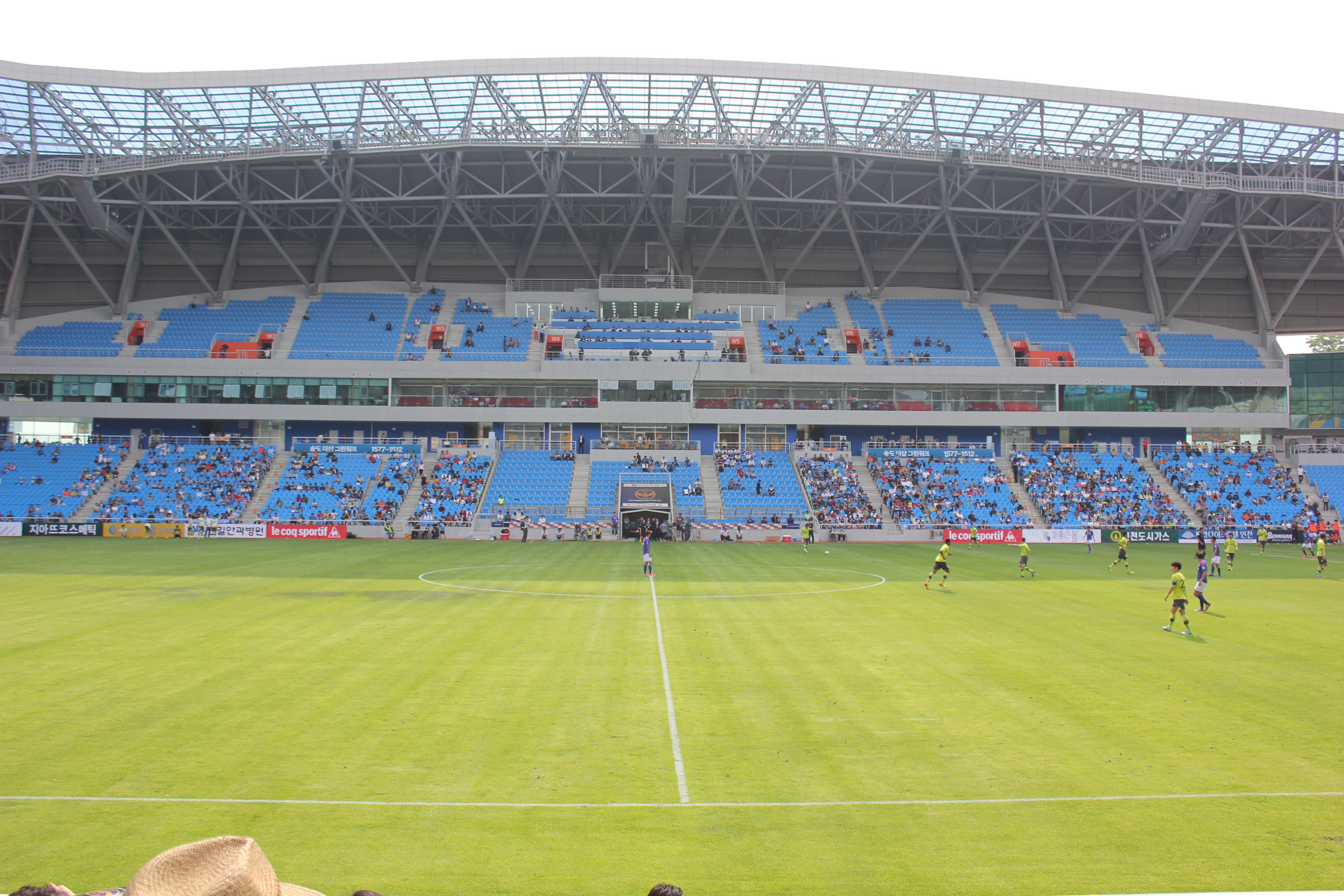
スタジアム内部
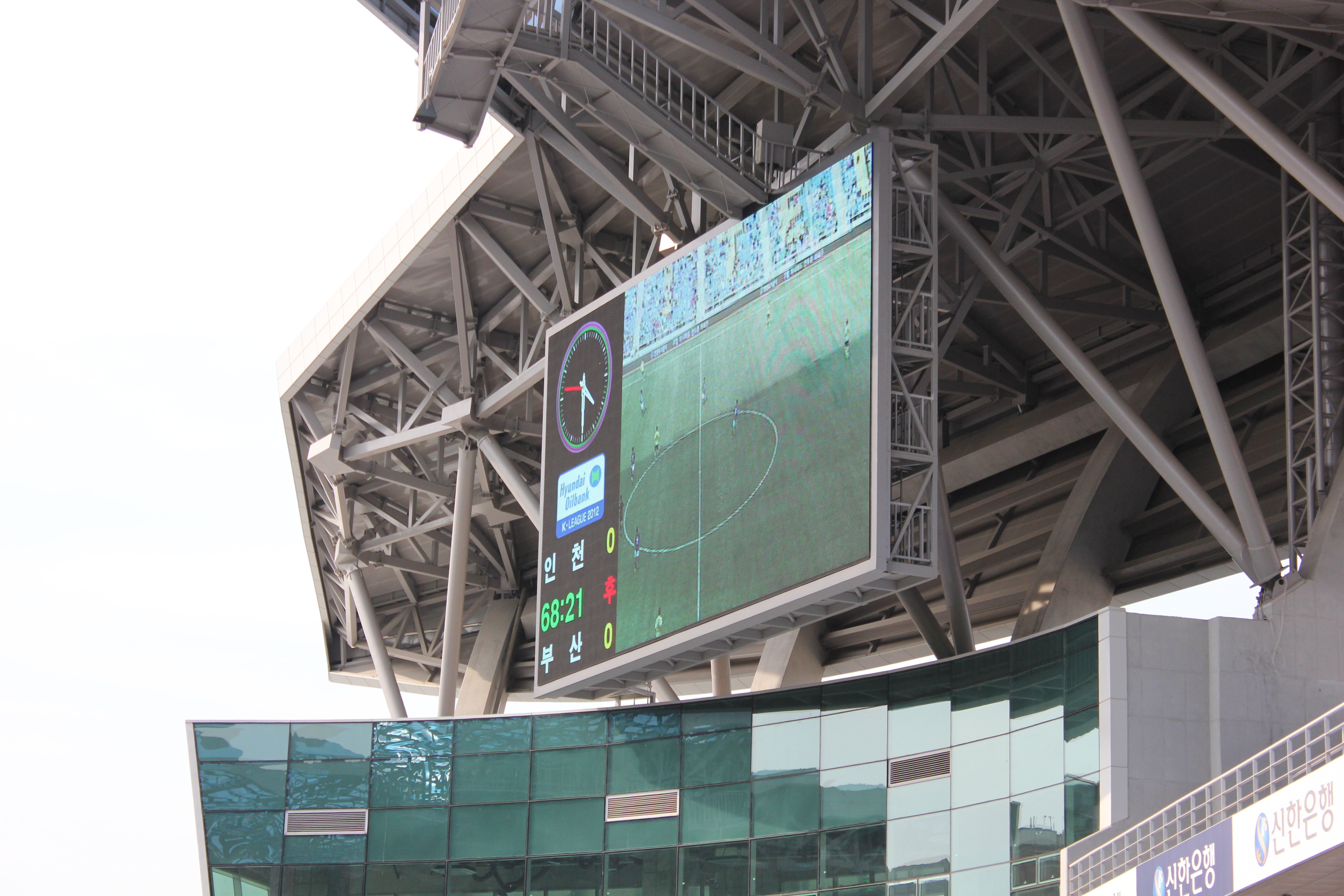
大形画像表示装置
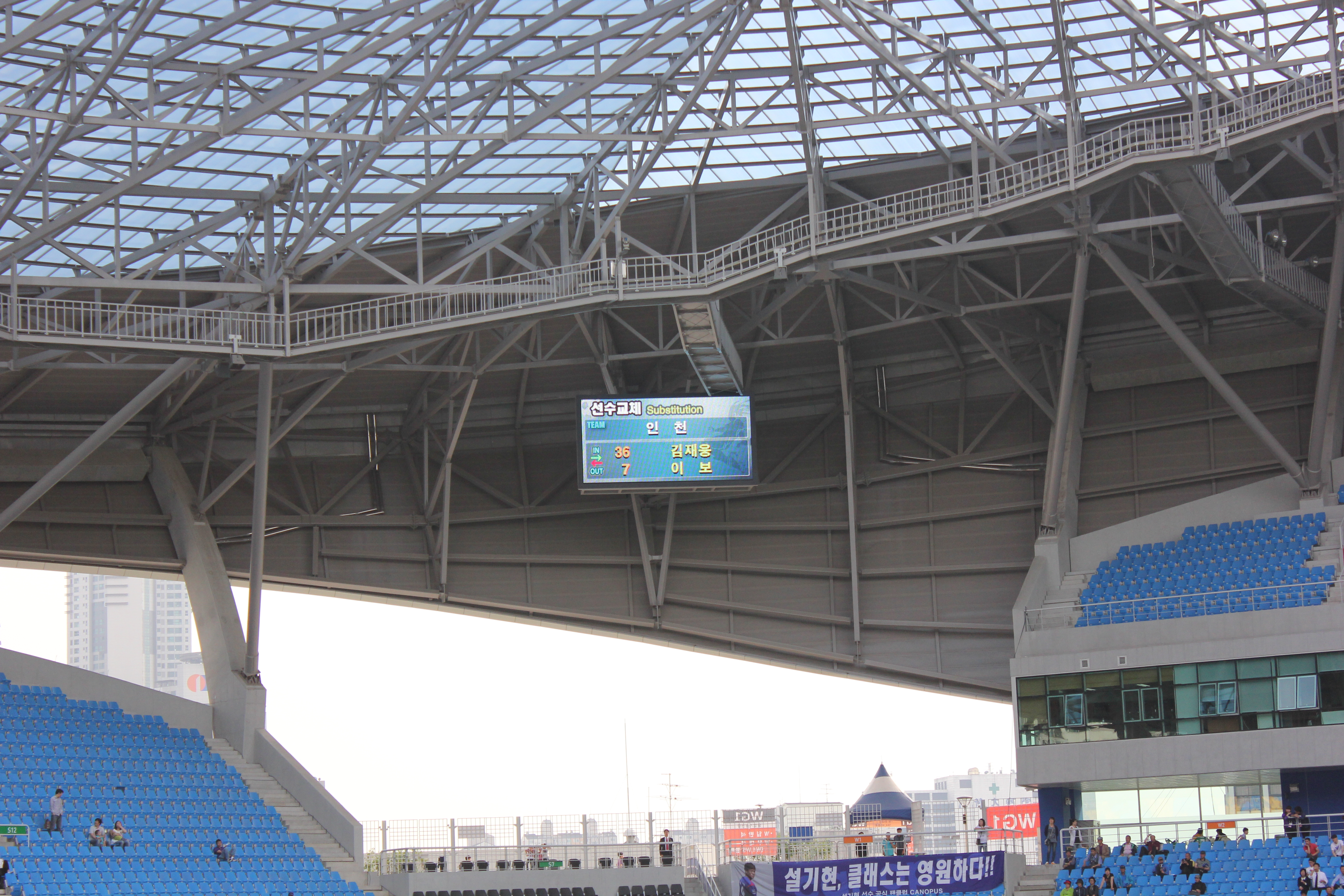
補助画像表示装置